# Puka Puka (comune)
Puka Puka è un comune della Polinesia francese nelle isole Tuamotu, conta 157 abitanti e comprende solo l'atollo di Puka Puka.
L'atollo di Puka Puka fu il primo atollo polinesiano che scoprì Ferdinando Magellano il 24 gennaio 1521.